# Saint-Lizier

Saint-Lizier este o comună în departamentul Ariège din sudul Franței. În 1 ianuarie 2022 avea o populație de 1.384 de locuitori.